# Oileus
Oileus (latinsky Oileus) je v řecké mytologii král v Lokridě.
Král Oileus je vyjmenován mezi padesáti statečnými Argonauty, muži, kteří se zúčastnili plavby lodi Argó,
která pod velením Iásona plula z Iólku do daleké Kolchidy pro zlaté rouno. Uvádí se, že
utrpěl zranění kovovým perem stymfálského ptáka, s nimiž Argonauti svedli neobvyklým způsobem boj: spustili hlasitý křik a harašili zbraněmi tak, že ptáky vyplašili a donutili je tak opustit ostrov Arétiadu a usídlit se až v dalekých horách. Zranění, které od nich Oileus utrpěl, mu vyléčil lékař výpravy Asklépios, takže král se šťastně vrátil do své rodné Lokridy.
V době trojské války byl již velmi pokročilého věku, proto se jí osobně nemohl zúčastnit. Zato jeho dva synové v ní prosluli: Aiás (malý), zvaný „malý Aiás“ byl jedním z nejlepších kopiníků. Svou slávu si vydobyl vedle jmenovce Aianta, zvaného „velký Aiás“. Malý Aiás nebyl žádný silák, zato vynikal rychlostí a mrštností.
Druhý Oileův syn byl Medón, jeho matkou byla nymfa Rhéné. Ten vedl vojenské oddíly hrdiny Filoktéta, který byl s nevyléčitelnou ranou Řeky zanechán na ostrově Lémnos.
Ještě jiný Oileus figuroval v trojské válce. Byl řidičem válečného vozu. Z války se však nevrátil, byl zabit mykénským králem Agamemnonem.